# トゥンブク

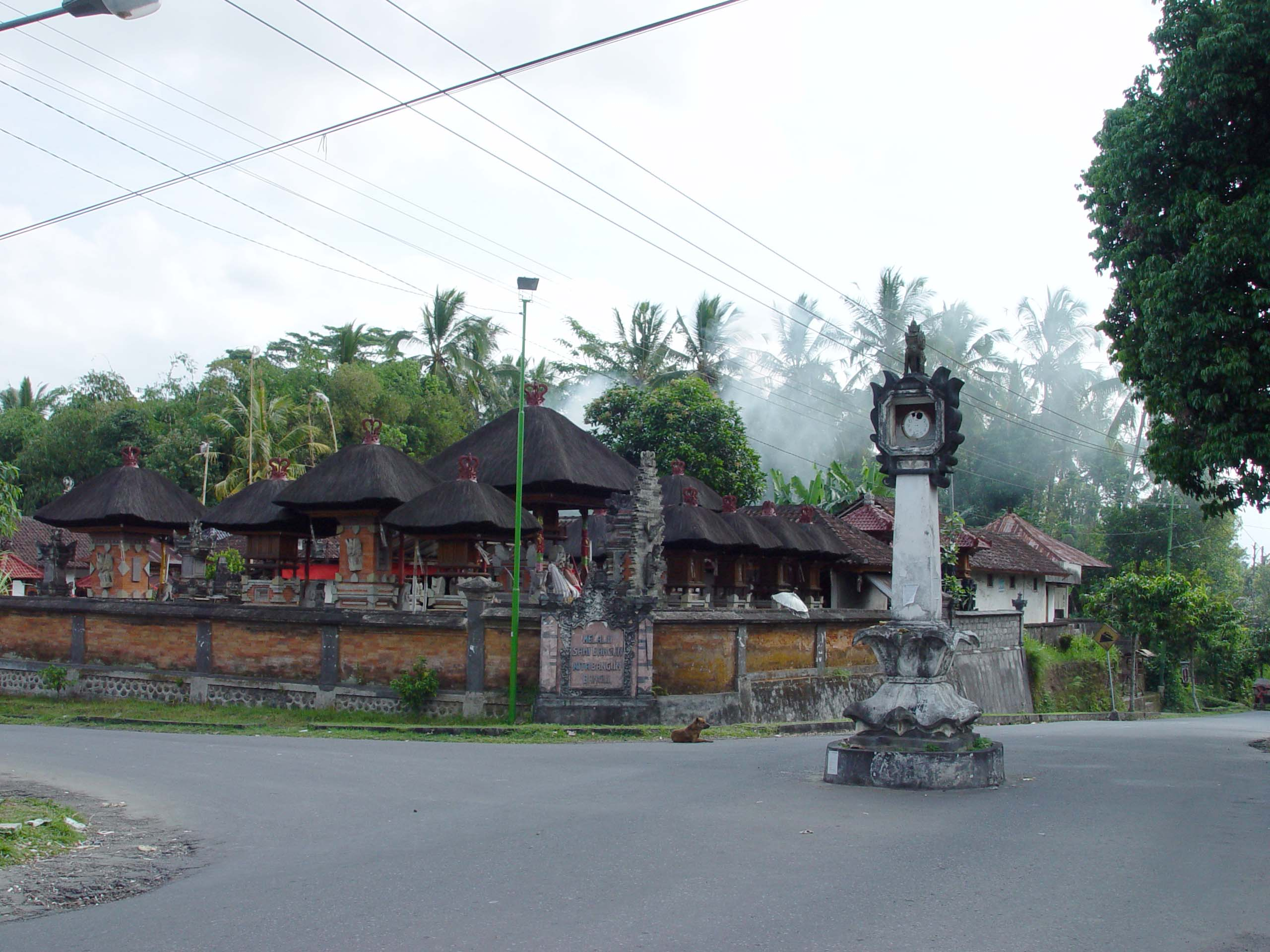
村の中心部の交差点

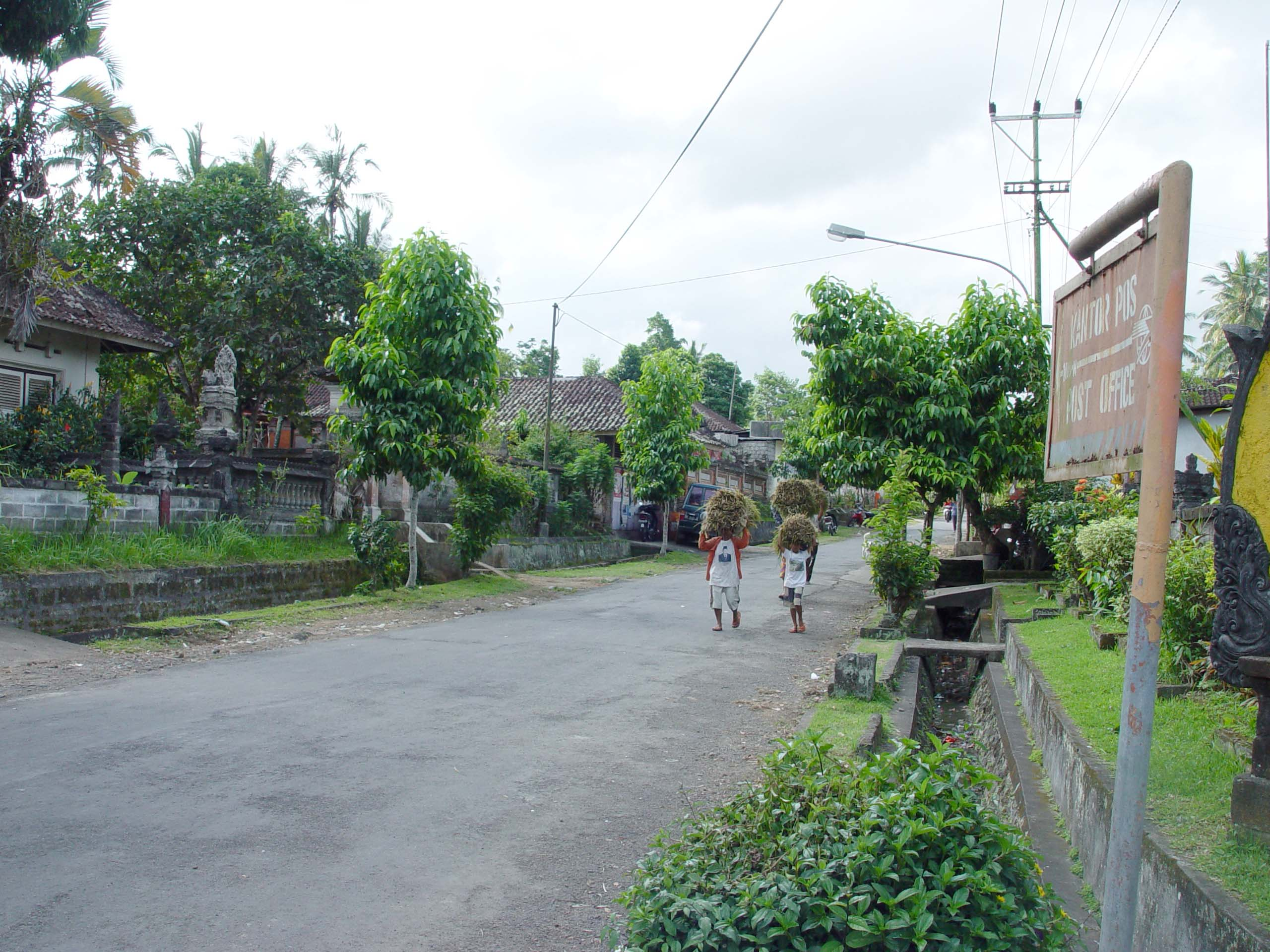
村の中心部

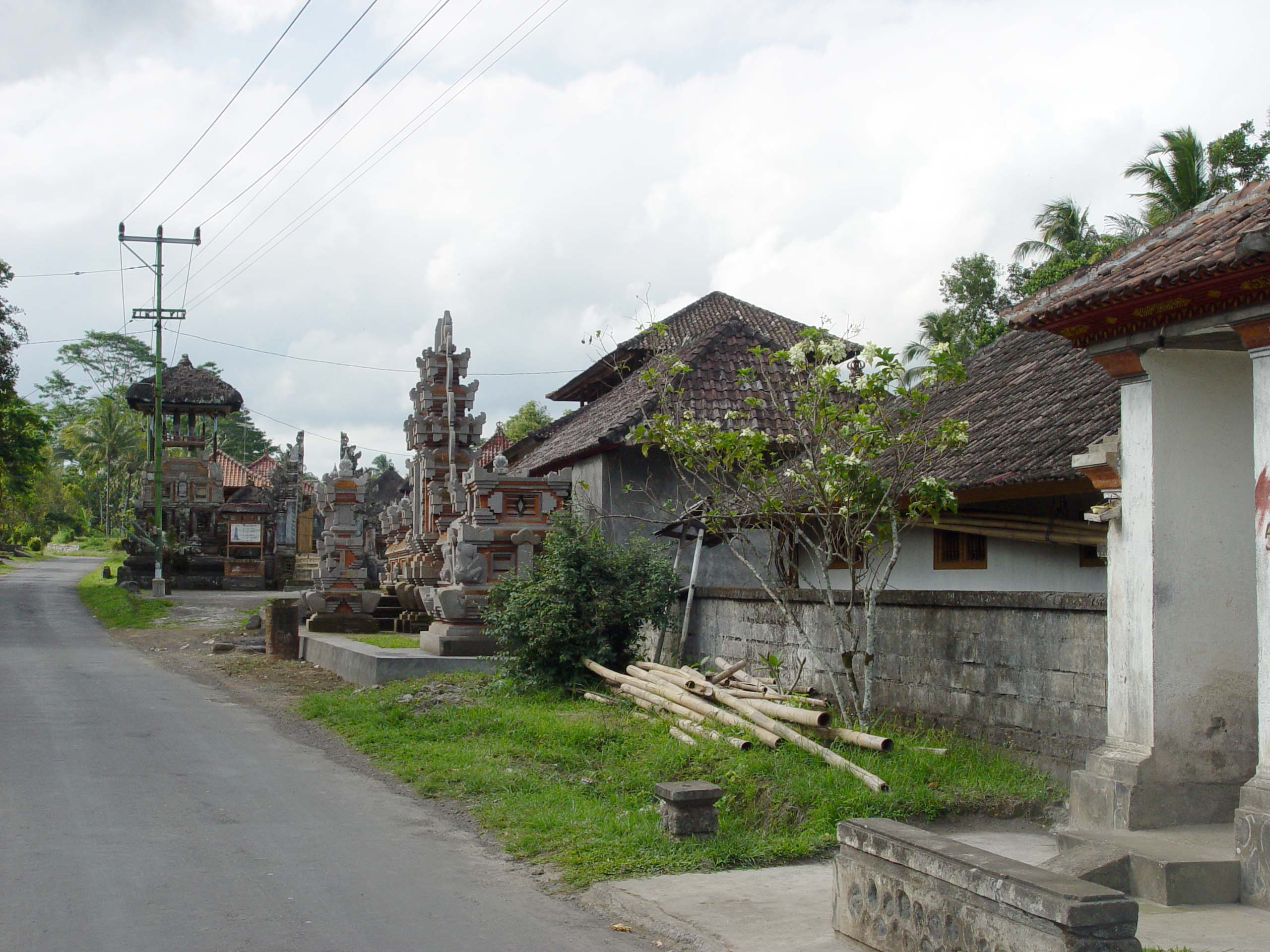
住宅と寺

トゥンブク村（Desa Tembuku）は、インドネシア共和国バリ州バンリ県トゥンブク郡の村。バンリとブサキ寺院を東西に結ぶ道路が、村を貫いている。